# Water-polo aux Jeux sud-américains de 2010
Les tournois féminins et masculins de water-polo aux Jeux sud-américains de 2010 ont lieu du 20 au 25 mars 2010 à Copacabana, en Colombie. Les équipes féminine du Brésil et masculine d'Argentine remportent les finales du 25 mars.
Six équipes participent au tournoi masculin, tandis que quatre équipes participent au tournoi féminin. Les matches ont lieu à la piscine olympique Horacio Martínez de Copacabana, au nord de l'agglomération de Medellín.
Réservés aux équipes de la zone 1 sud-américaine membre de la Confederación Sudamericana de Natación (CONSANAT), six quotas pour les Jeux panaméricains de 2011 sont attribuées aux équipes médaillées des deux tournois.

## Équipes participantes
Quatre équipes féminines et six équipes masculines participent aux tournois.
Chez les dames :
- Argentine,
- Brésil,
- Colombie,
- Venezuela.

Ches les messieurs :
- Argentine,
- Brésil,
- Colombie,
- Équateur,
- Pérou,
- Venezuela.

## Tournoi féminin

### Tour préliminaire
Chaque équipe rencontre ses adversaires une fois. Le classement permet de répartir les équipes en demi-finales.
| Rang | Équipe    | Pts | J | G | N | P | Bp | Bc | Diff |
| ---- | --------- | --- | - | - | - | - | -- | -- | ---- |
| 1    | Brésil    | 6   | 3 | 3 | 0 | 0 | 36 | 19 | +17  |
| 2    | Argentine | 4   | 3 | 2 | 0 | 1 | 29 | 26 | +3   |
| 3    | Venezuela | 2   | 3 | 1 | 0 | 2 | 21 | 28 | -7   |
| 4    | Colombie  | 0   | 3 | 0 | 0 | 3 | 22 | 35 | -13  |

| Date    |           | Score |           | Quarts-temps          |
| ------- | --------- | ----- | --------- | --------------------- |
| 20 mars | Argentine | 9-12  | Brésil    | 2-6 ; 2-0 ; 1-5 ; 4-1 |
| 20 mars | Colombie  | 9-10  | Venezuela | 1-4 ; 2-1 ; 2-4 ; 4-1 |
| 21 mars | Venezuela | 7-9   | Argentine | 2-2 ; 3-1 ; 2-3 ; 0-3 |
| 21 mars | Brésil    | 14-6  | Colombie  | 4-3 ; 3-1 ; 2-0 ; 5-2 |
| 22 mars | Brésil    | 10-4  | Venezuela | 0-2 ; 4-0 ; 5-1 ; 1-1 |
| 22 mars | Argentine | 11-7  | Colombie  | 3-2 ; 4-3 ; 3-1 ; 1-1 |

### Demi-finales
| Date    |           | Score |           | Quarts-temps          |
| ------- | --------- | ----- | --------- | --------------------- |
| 23 mars | Brésil    | 15-6  | Colombie  | 2-2 ; 4-1 ; 6-0 ; 3-3 |
| 23 mars | Argentine | 9-10  | Venezuela | 4-1 ; 1-2 ; 1-4 ; 3-3 |

### Finales
| Date    |          | Score |           | Quarts-temps          |
| ------- | -------- | ----- | --------- | --------------------- |
| 3e/4e   |          |       |           |                       |
| 25 mars | Colombie | 8-13  | Argentine | 3-4 ; 0-2 ; 4-3 ; 1-4 |
| Finale  |          |       |           |                       |
| 25 mars | Brésil   | 15-4  | Venezuela | 4-0 ; 4-1 ; 4-0 ; 3-3 |

### Classement final
|                    | Équipes   |
| Médaille d'or      | Brésil    |
| ------------------ | --------- |
| Médaille d'argent  | Venezuela |
| Médaille de bronze | Argentine |
| 4                  | Colombie  |

## Tournoi masculin

### Tour préliminaire
Chaque équipe affronte les autres une fois. Les quatre premiers se qualifient pour les demi-finales.
| Rang | Équipe    | Pts | J | G | N | P | Bp | Bc  | Diff |
| ---- | --------- | --- | - | - | - | - | -- | --- | ---- |
| 1    | Argentine | 10  | 5 | 5 | 0 | 0 | 72 | 25  | +47  |
| 2    | Brésil    | 7   | 5 | 3 | 1 | 1 | 82 | 27  | +55  |
| 3    | Colombie  | 7   | 5 | 3 | 1 | 1 | 75 | 34  | +41  |
| 4    | Venezuela | 4   | 5 | 2 | 0 | 3 | 55 | 38  | +17  |
| 5    | Pérou     | 1   | 5 | 0 | 1 | 4 | 20 | 91  | -71  |
| 6    | Équateur  | 1   | 5 | 0 | 1 | 4 | 18 | 107 | -89  |

| Date    |           | Score |           | Quarts-temps          |
| ------- | --------- | ----- | --------- | --------------------- |
| 20 mars | Brésil    | 10-4  | Venezuela | 5-2 ; 2-0 ; 1-1 ; 2-1 |
| 20 mars | Argentine | 24-1  | Équateur  | 6-0 ; 7-0 ; 8-1 ; 3-0 |
| 20 mars | Colombie  | 21-3  | Pérou     | 4-0 ; 5-0 ; 9-2 ; 3-1 |
| 21 mars | Équateur  | 3-29  | Brésil    | 2-8 ; 1-8 ; 0-6 ; 0-7 |
| 21 mars | Venezuela | 17-3  | Pérou     | 3-2 ; 5-0 ; 4-1 ; 5-0 |
| 21 mars | Argentine | 8-7   | Colombie  | 4-0 ; 1-3 ; 1-1 ; 2-3 |
| 22 mars | Pérou     | 1-25  | Brésil    | 1-6 ; 0-7 ; 0-6       |
| 22 mars | Venezuela | 6-13  | Argentine | 0-3 ; 2-3 ; 3-1 ; 1-6 |
| 22 mars | Colombie  | 26-3  | Équateur  | 8-1 ; 6-2 ; 6-0       |
| 22 mars | Argentine | 20-5  | Pérou     | 2-2 ; 8-0 ; 5-2 ; 5-1 |
| 22 mars | Équateur  | 3-20  | Venezuela | 2-4 ; 0-7 ; 1-6 ; 0-3 |
| 22 mars | Brésil    | 12-12 | Colombie  | 5-4 ; 3-4 ; 1-2 ; 3-2 |
| 23 mars | Brésil    | 6-7   | Argentine | 2-0 ; 0-3 ; 4-1       |
| 23 mars | Pérou     | 8-8   | Équateur  | 1-1 ; 0-1 ; 4-2 ; 3-4 |
| 23 mars | Colombie  | 9-8   | Venezuela | 4-2 ; 1-1 ; 3-4       |

### Phase finale
| Date         |              | Score        |              | Quarts-temps          |
| Demi-finales | Demi-finales | Demi-finales | Demi-finales | Demi-finales          |
| ------------ | ------------ | ------------ | ------------ | --------------------- |
| 24 mars      | Argentine    | 8-7          | Venezuela    | 0-1 ; 2-2 ; 1-1 ; 5-3 |
| 24 mars      | Brésil       | 4-6          | Colombie     | 1-1 ; 1-1 ; 0-3 ; 2-1 |
| Finale       |              |              |              |                       |
| 25 mars      | Argentine    | 8-7          | Colombie     | 1-1 ; 1-2 ; 2-2 ; 4-2 |

### Matches de classement
| Date               |           | Score |          | Quarts-temps          |
| ------------------ | --------- | ----- | -------- | --------------------- |
| 5e/6e              |           |       |          |                       |
| 24 mars            | Pérou     | 7-6   | Équateur | 2-0 ; 3-0 ; 1-3       |
| Médaille de bronze |           |       |          |                       |
| 25 mars            | Venezuela | 3-11  | Brésil   | 0-4 ; 0-4 ; 2-1 ; 1-2 |

### Classement final
|                    | Équipes   |
| Médaille d'or      | Argentine |
| ------------------ | --------- |
| Médaille d'argent  | Colombie  |
| Médaille de bronze | Brésil    |
| 4                  | Venezuela |
| 5                  | Pérou     |
| 6                  | Équateur  |

## Qualifications aux Jeux panaméricains de 2011
Six quotas permettent de qualifier trois équipes par tournoi aux épreuves de water-polo des Jeux panaméricains de 2011, organisés à Guadalajara, au Mexique. Ils sont réservés aux membres de la CONSANAT, la zone 1 sud-américaine de l'Union américaine de natation.